# Chriacus
Il criaco (gen. Chriacus) è un mammifero primitivo vissuto per tutto il Paleocene e all'inizio dell'Eocene in Nordamerica.

## Un buon arrampicatore
Della taglia di un cane, il criaco era un appartenente al gruppo dei acreodi, mammiferi poco specializzati e dalla dieta mista sviluppatisi nel Paleocene. Chriacus è una delle forme più primitive, ma possiede già alcune caratteristiche particolari: le vertebre, ad esempio, hanno articolazioni mobili tipiche di un animale arrampicatore. La coda, lunga e forte, era forse semi-prensile, mentre le zampe fornite di artigli erano allungate. Le zampe posteriori, in particolare, sembrano costruite per arrampicare, mentre quelle anteriori potrebbero essere state usate anche per scavare. Fossili ascritti con qualche dubbio a Chriacus sono stati rinvenuti anche in Europa, in strati dell'Eocene inferiore. Un animale abbastanza simile è Thryptacodon del Nordamerica.